# فيليكس جيلارد
فيليكس جيلارد (بالفرنسية: Félix Gaillard) (و. 1919 – 1970 م) هو سياسي، وعضو في المقاومة الفرنسية فرنسي، ولد في الدائرة الثامنة في باريس، كان عضوًا في الحزب الراديكالي (فرنسا)، وكان عضوًا في الجمعية البرلمانية لمجلس أوروبا، توفي في جيرزي، عن عمر يناهز 51 عاماً، بسبب حادث مرور.

## مناصب
تولى منصب رئيس مجلس الوزراء (فرنسا) ‏ (6 نوفمبر 1957–14 مايو 1958)، وعضو مجلس الشيوخ من المجتمع، وعضو المجلس العام ‏، ونائب فرنسي.

## التعليم
تعلم في الكلية الليبرالية للعلوم السياسية ‏، ومعهد الدراسات السياسية بباريس، وUniversity of Clermont-Ferrand ‏.

## روابط خارجية
- فيليكس جيلارد على موقع مونزينجر (الألمانية)
- فيليكس جيلارد على موقع ديسكوغز (الإنجليزية)